# Lazarus (데이비드 보위의 노래)
《Lazarus》는 2015년 12월 17일에 발매된 데이비드 보위의 노래이다. RCA 레코드에 의해 발매되었다.

## 곡 목록
| #  | 제목        | 재생 시간 |
| -- | ----------- | --------- |
| 1. | 〈Lazarus〉 | 6:22      |

## 같이 보기
- 베타니아의 라자로
- 부자와 나사로